# IC 1395
IC 1395 је галаксија у сазвјежђу Пегаз која се налази на листи објеката дубоког неба у Индекс каталогу.
Деклинација објекта је + 4° 6' 18" а ректасцензија 21h 41m 41,3s. Привидна величина (магнитуда) објекта IC 1395 износи 14,4 а фотографска магнитуда 15,4. IC 1395 је још познат и под ознакама CGCG 402-15, NPM1G +03.0566, PGC 67183.